# Грановский, Алексей Михайлович
Алексе́й Миха́йлович Грано́вский (настоящие имя и фамилия — Абрам Михайлович Азарх; 11 сентября 1890, Москва — 11 марта 1937, Париж) — российский и советский, позже французский режиссёр театра и кино. Основатель Государственного еврейского театра (ГОСЕТ). Заслуженный деятель искусств Республики (1926). Невозвращенец (1929).

## Биография
Родился в Москве, в семье купца первой гильдии Моисея Бер-Ициковича Азарха (1869, Велиж — 1941, Рига) и Мирьям-Баси Лейзеровны Готлиб (1876, Москва — 1941, Рига); вырос в Риге. В 1911 году окончил Школу сценических искусств в Санкт-Петербурге, где его наставником был А. Санин, затем в течение 2 лет учился на факультете театральных искусств в Мюнхенской театральной академии. В Германии Грановский стажировался у Макса Рейнхардта, оказавшего значительное влияние на его творчество.
В 1914 году Грановский дебютировал как режиссёр в Рижском Новом театре; в дальнейшем ставил спектакли в разных городах России. В 1917 году, вернувшись с фронта, уехал в Швецию, где изучал кинорежиссуру. Вернувшись в 1918 году в Петроград, принял участие в работе только что созданного Ю. М. Юрьевым Театра Трагедии. Новый театр открылся поставленным Грановским спектаклем «Царь Эдип» по трагедии Софокла, но деятельность его вскоре была прервана обострением ситуации на фронте. 
Юрьев в 1919 году принял участие в создании Большого драматического театра, а Грановский в том же году основал в Петрограде при Театральном отделе Наркомпроса еврейскую театральную студию, на базе которой, после переезда студии в конце 1920 года в Москву, был создан Государственный еврейский камерный театр (ГОСЕКТ). В столице театр Грановского открылся в 1921 году спектаклем «Вечер Шолом Алейхема», в котором заявили о себе молодые актёры Соломон Михоэлс и Вениамин Зускин, в дальнейшем ставшие ведущими актёрами театра. Оформлял спектакль Марк Шагал.
В 1925 году из названия театра было удалено слово «камерный», и он превратился в Государственный еврейский театр (ГОСЕТ). До конца 1928 года Грановский был художественным руководителем ГОСЕТа и режиссёром всех основных постановок. Театр много гастролировал по стране и за рубежом; в 1928 году, отправившись с ГОСЕТом в длительные зарубежные гастроли, Грановский не вернулся в СССР.
В конце 1936 года тяжело заболел. Умер 11 марта 1937 года в Париже.

## Семья
- Братья — (средний) Леонид Михайлович Азарх (20 марта 1900, Рига — 1964, Париж), французский киномонтажёр, и (младший) Борис Ингстер (Boris Ingster, дословно идиш: Борис младший, 29 октября 1903, Рига — 2 августа 1978, Лос-Анджелес), американский режиссёр и сценарист, муж актрисы Лени Стенгел (Leni Stengel, 1901—1982)[6].
- Жена — Александра Вениаминовна Азарх-Грановская (урождённая Идельсон), актриса, режиссёр, театральный педагог; сестра жены художников Р. Р. Фалька (1886—1958) и А. А. Лабаса (1900—1983), поэтессы и художницы Раисы Вениаминовны Идельсон (1894—1972).
- Двоюродная сестра — Мария Владимировна Якубович, более известная под сценическим псевдонимом Мара Гри (Mara Griy, в первом браке — Клейн, во втором — Розенталь; 1894—1975), французская певица и актриса. Другая двоюродная сестра — ведущая актриса Киевского театра русской драмы Евгения Эммануиловна Опалова (настоящая фамилия Азарх).
- Племянники — режиссёры Исидор Хомский и Павел Хомский.

## Постановки в театре
Новый Театр, Рига
- 1914 — «Филипп II» Э. Верхарна

Театр трагедий, Петроград
- 1918 — «Эдип-царь» Софокла
- 1918 — «Макбет» У. Шекспира

Народный театр, Петроград
- 1918 — «Садко»
- 1918 — «Фауст» И. В. Гёте

Московский государственный еврейский театр
- 1921 — «Вечер Шолом Алейхема»
- 1922 — «Колдунья» по A. Гольдфадену
- 1923 — «200 тысяч» по Шолом Алейхему
- 1924 — «Три изюминки» (композиция из 3 театральных пародий, текст И. Добрушина и Н. Ойслендера)
- 1925 — «Ночь на старом рынке» И.-Л. Переца
- 1927 — «Путешествие Вениамина III» по Менделе Мойхер-Сфориму
- 1928 — «Человек воздуха» по Шолом-Алейхему

## Фильмография
- 1925 — Еврейское счастье, СССР, Госкино («Менахем Мендель»)
- 1930 — Песня о жизни
- 1931 — Сундуки г. О.Ф.[7]
- 1933 — Приключения царя Павзолия
- 1934 — Московские ночи
- 1936 — Тарас Бульба

## Признание и награды
- 1926, 2 февраля — Заслуженный деятель искусств Республики